# Bouboury
Boubouryest une localité du sud de la Côte d'Ivoire, et appartenant au département de Dabou, dans la région des Lagunes. La localité de Bouboury est un chef-lieu de commune.